# Nyang'hwale
Nyang'hwale è una circoscrizione rurale (rural ward) della Tanzania situata nel distretto di Nyang'hwale, regione di Geita. Conta una popolazione di 9 355 abitanti (censimento 2012).